# Andries Lamain

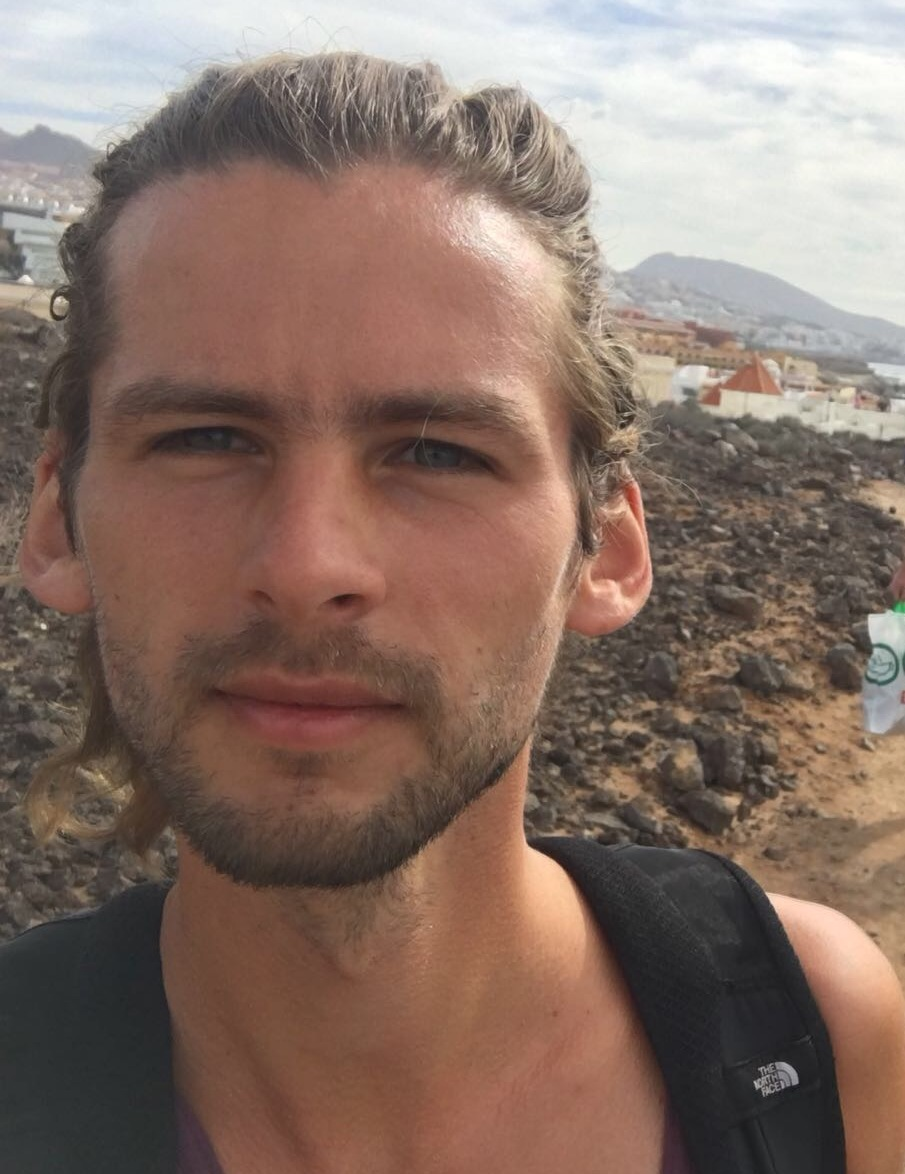

Andries Lamain (Enschede, 31-7-1989) is een Nederlandse presentator en sportcommentator.
Lamain volgde een opleiding aan School voor Journalistiek te Utrecht. Na zijn opleiding werkte hij onder andere als presentator van de televisieprogramma's Radar en Met hart en ziel. In 2019 was Lamain een van de discipelen in The Passion 2019. Hier vertolkte hij de rol van discipel nummer vier.
Bij de EO was Lamain te horen als presentator van het NPO Radio 1-programma Dit is de Zaterdag en Dit is de Zondag. Sinds 2019 was hij werkzaam als commentator bij Eurosport, waar hij wielrennen en darts versloeg. Op 2 april 2023 was Lamain voor de eerste keer te horen als commentator wielrennen bij NOS Studio Sport. In februari 2024 werd bekend dat Lamain in vaste dienst treedt bij de NOS en stopt als commentator bij Eurosport.
Tijdens de Tour de France van 2024 is Lamain te horen als commentator in Radio Tour de France. In 2025 versloeg hij de Tour voor de NOS op televisie.
Lamain is naast zijn werk in de sportjournalistiek ook coach en maakt een podcast over traumaverwerking.